# Centauriebehangersbij
De centauriebehangersbij (Megachile melanopyga) is een vliesvleugelig insect uit de familie Megachilidae. De wetenschappelijke naam van de soort werd in 1863 gepubliceerd door Achille Costa.
De bij is in Nederland voor het eerst waargenomen in juni 2020 in de buurt van Haarlem.